# Relaciones Estados Unidos-Gabón
Las relaciones Estados Unidos-Gabón son las relaciones diplomáticas entre Estados Unidos y Gabón.

## Historia

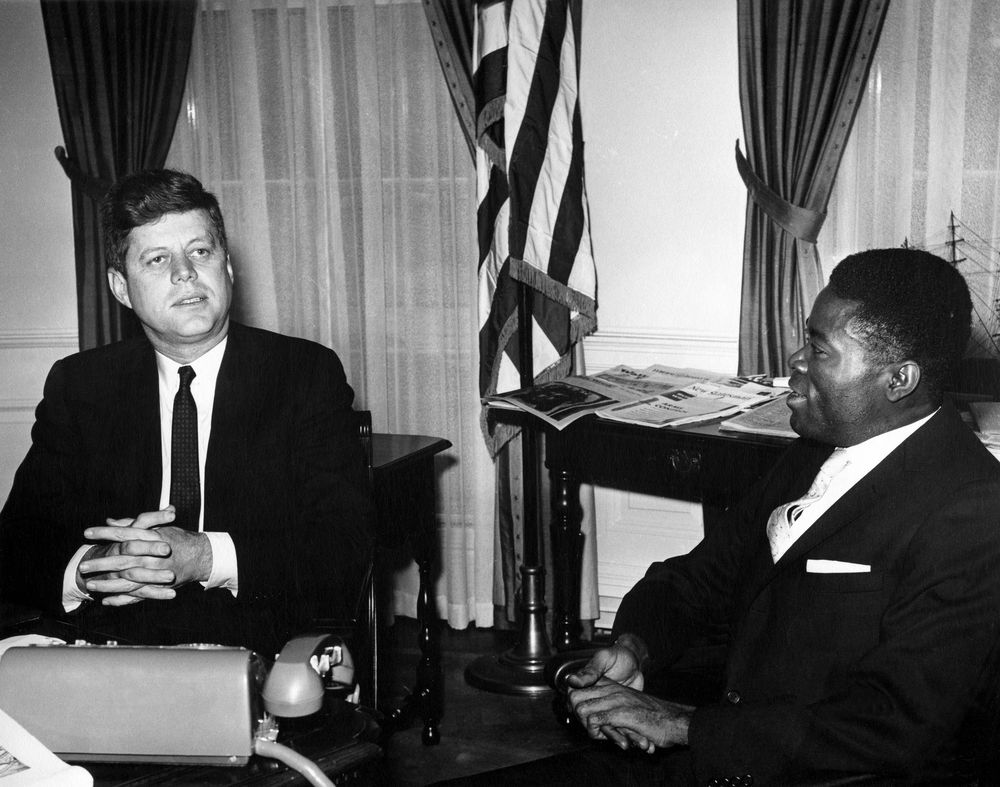
Presidente John F. Kennedy con el embajador de Gabón, Joseph Ngoua, 1961

El capital privado de los Estados Unidos, casi si no completamente en el sector del petróleo y los recursos naturales, ha sido atraído a Gabón desde antes de su independencia. Las relaciones entre los Estados Unidos y Gabón comenzaron tras la independencia de Gabón de Francia en 1960. A pesar de la independencia de Gabón, los dos países se han mantenido aliados y durante la década de 1960, Francia confió en Gabón como su única fuente de uranio y una fuente importante de petróleo. En febrero de 1964, las tropas francesas ayudaron a derrocar al régimen de Gabón durante el golpe de Estado de Gabón de 1964 y los ciudadanos franceses difundieron rumores de participación estadounidense en el golpe de Estado que llevó a los atentados de la Embajada de Estados Unidos de 1964 en Libreville.
Tras la llegada al poder de Omar Bongo en 1967, los EE. UU. Continuaron las relaciones diplomáticas a pesar de las tendencias autocráticas de Bongo. En 1987, el presidente Bongo realizó una visita oficial a Washington D. C.
En septiembre de 2002, el Secretario de Estado Colin Powell realizó una breve pero histórica visita a Gabón para destacar protección del medio ambiente y la conservación en la región de África Central. A esto le siguió una visita a la Casa Blanca del presidente Bongo en mayo de 2004. Los Estados Unidos importan un porcentaje considerable de petróleo crudo y manganeso gaboneses, y exportan equipo de construcción pesado, avión , y maquinaria para Gabón. A través de un modesto programa de entrenamiento y educación militar internacional, los Estados Unidos brindan entrenamiento militar a miembros de las fuerzas armadas de Gabón cada año. Otra asistencia bilateral incluye la financiación de pequeñas subvenciones para proyectos calificados de democracia y derechos humanos, autoayuda y preservación cultural.

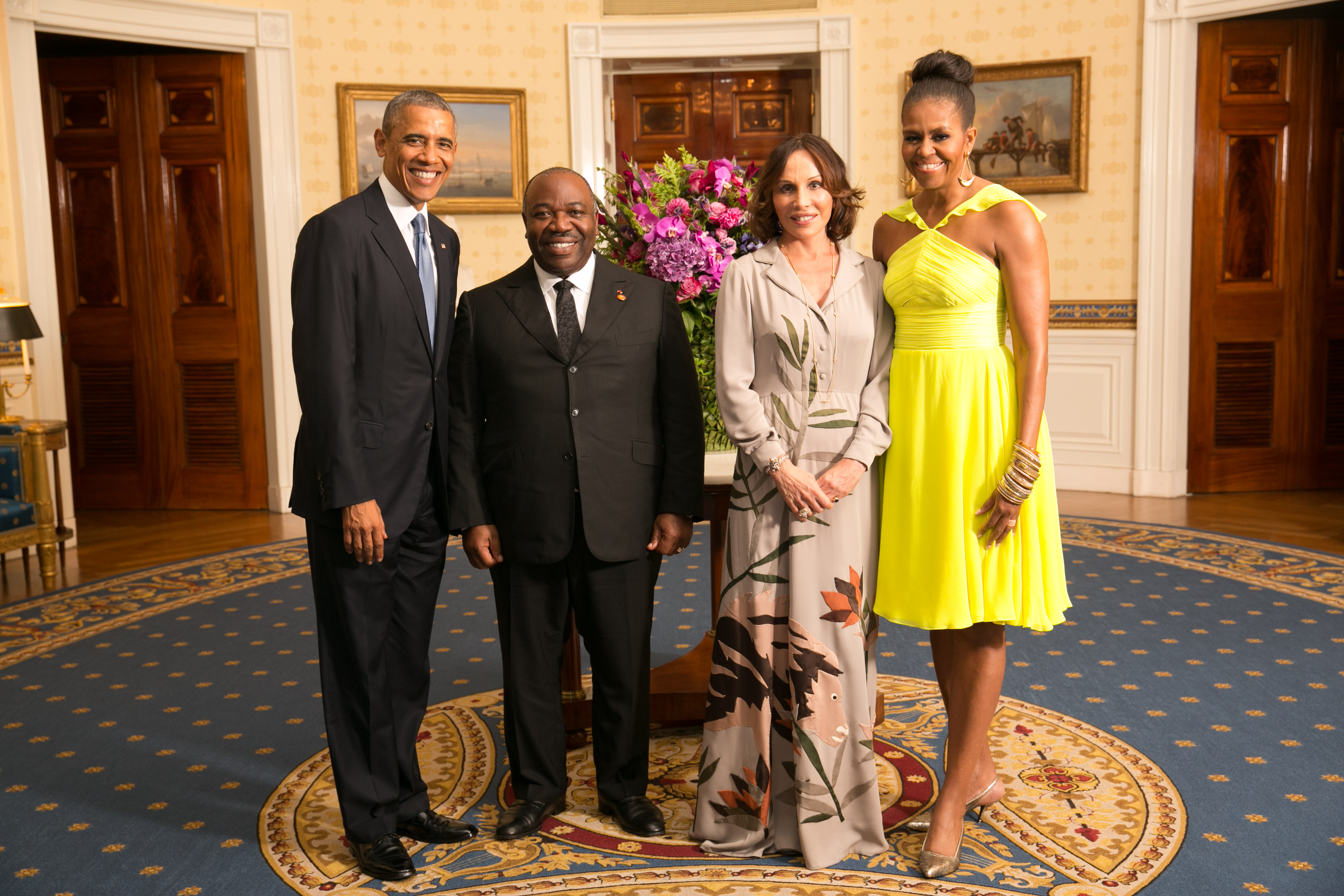
Ali Bongo Ondimba y su esposa con los Obamas, 2014

Durante las protestas de Gabón de 2016 después de la supuesta fraudulenta elección presidencial de Gabón, 2016, los EE. UU. expresaron su "preocupación" por los arrestos masivos de miembros de la oposición en Gabón y su apoyo al equipo de mediación de la UA.

## Embajada

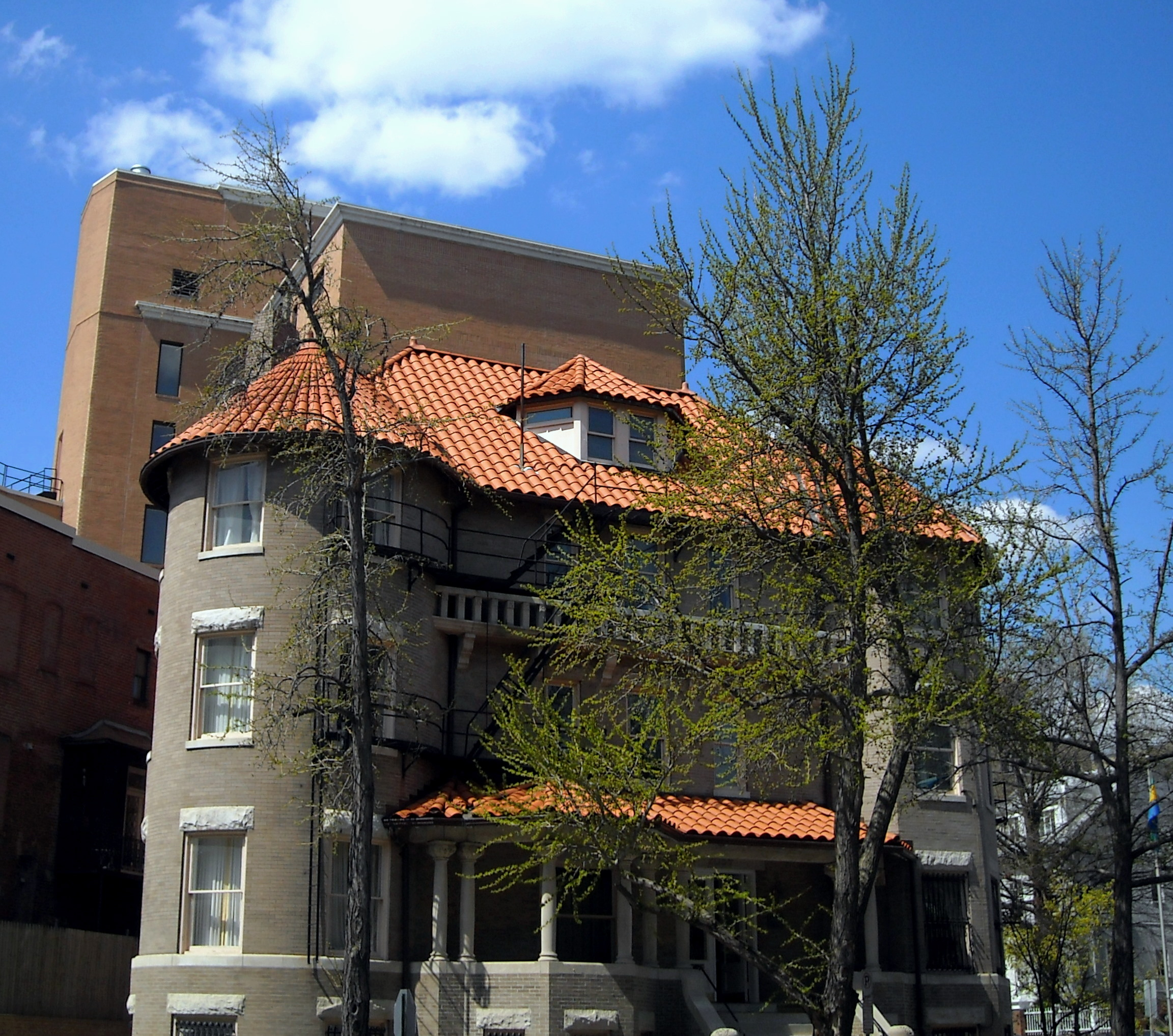
Embajada de Gabón en Washington D. C.

Los principales funcionarios de los Estados Unidos incluyen:
- Embajador Eric D. Benjaminson desde diciembre de 2010
- Jefe Adjunto de Misión Nathan Holt (podría haber cambiado en diciembre de 2010)
- Oficial de administración-Charles Morrill (podría haber cambiado en diciembre de 2010)
- Oficial de Asuntos Públicos / Económico / Comercial-John Corrao (podría haber cambiado en diciembre de 2010)
- Agregado de Defensa-Rene Dechaine (podría haber cambiado en diciembre de 2010)
- Oficial consular-Grace Genuino (podría haber cambiado en diciembre de 2010)

La Embajada de EE. UU. se encuentra en Libreville, Gabón.